# Legge di Wagner
La legge di Wagner (o legge della crescente espansione delle attività pubbliche, e in particolare statali), in economia, è una legge che descrive le cause dell'aumento della spesa pubblica.
Questo aumento, secondo Adolph Wagner, è diviso in tre ordini:
a) la sostituzione di attività private, derivante dall'industrializzazione e dall'urbanizzazione;
b) l'esistenza, tra i beni pubblici, di beni "superiori", ossia ad elasticità-reddito elevata (istruzione, cultura), la cui domanda aumenta in misura più che proporzionale rispetto al reddito;
c) l'orizzonte temporale in cui si misura la convenienza di certi investimenti (ad esempio ferrovie) che richiede un intervento pubblico crescente, così come l'esistenza di monopoli naturali.
Nonostante siano state diffuse interpretazioni diverse della legge di Wagner (probabilmente per la scarsa conoscenza dell'originale in tedesco, ma anche per la formulazione non precisa dalla parte dell'autore), in termini di linguaggio economico moderno essa può essere efficacemente riportata all'osservazione secondo cui «l'elasticità del reddito di un numero significativo di beni pubblici eccede l'unità, e quindi, il rapporto tra la spesa pubblica (non militare) e il reddito nazionale tende a crescere con il reddito pro-capite».
Ci sono molte versioni della legge di Wagner, ma la più accreditata mette in relazione il rapporto spesa pubblica/PIL con il reddito pro-capite. In particolare:
(G/PIL) = f (PIL/N)  con l'ipotesi f' >0